# Ricardo Islas (Fußballspieler)
Ricardo Islas (* 23. Juni 1951 oder 1952 in Uruguay) ist ein ehemaliger uruguayischer Fußballspieler.

## Spielerlaufbahn

### Verein
Islas stieß im Alter von 16 Jahren zum uruguayischen Spitzenklub Nacional. Diesem gehörte er auch im Jahre 1971 an. Im Laufe seiner Karriere spielte er zudem für den Konkurrenten Peñarol sowie für andere Vereine seines Heimatlandes. Später führte ihn sein Weg dann nach Venezuela, wo er sich 1980 im Alter von 28 Jahren Atlético San Cristóbal anschloss. Verletzungsbedingt musste er schließlich seine aktive Karriere beenden.

### Nationalmannschaft
Islas gehörte der uruguayischen Junioren-Nationalmannschaft an, die 1971 an der Junioren-Südamerikameisterschaft in Paraguay teilnahm und den zweiten Platz belegte. Mit vier erzielten Treffern wurde er gleichauf mit dem Paraguayer Cristóbal Maldonado Torschützenkönig des Turniers. Im Verlaufe des Turniers wurde er von Trainer Rodolfo Zamora fünfmal eingesetzt.

### Erfolge
- Junioren-Vize-Südamerikameister 1971
- Torschützenkönig der Junioren-Südamerikameisterschaft 1971

## Trainertätigkeit
Nach Abschluss seiner sportlichen Laufbahn verblieb er in San Cristóbal und ließ sich dort nieder. Seine erste Trainerstelle trat er als Assistent von Walter „Cata“ Roque bei Atlético San Cristóbal an. Seit 2004 ist er als Trainer in der Junioren-Fußballschule Juan Maria Villanueva tätig.